# غوارين
غوارين هي بلدية (بلدية) في مقاطعة كونيو في منطقة بيدمونت الإيطالية ، وتقع في منطقة رويرو بحوالي 45 كيلومتر (28 ميل) جنوب شرق تورينو وحوالي 50 كيلومتر (31 ميل) تقريبًا عن شمال شرق كونيو.
وهي جزء من منطقة رويرو التاريخية. تشمل المعالم الرئيسية القلعة (التي أعيد بناؤها في القرن الثامن عشر)، مع حدائق من الطراز الإيطالي ، وقصر الملك ريبودينغو الذي يعود تاريخه إلى القرن السابع عشر، والذي أصبح الآن في زمننا الحالي مقرًا للمعارض.

## زراعة
تزرع الأجزاء الجبلية من البلدية بالكروم وأشجار الفاكهة. أصناف العنب الرئيسية هي آرنيس و نيبيولو ودولتشيتو وباربيار. هناك مجموعة متنوعة من الفاكهة المزروعة ، ولكن من الملاحظ بشكل خاص كمثرى "ماديرناسا" المحلية ، وهي مجموعة نشأت هنا في عام 1784 وتتمتع حاليًا بسوق تصدير موسع، وتحظى بشعبية كبيرة خاصة في إنجلترا . نحو تانارو ، في حي فاكيرية ، تشمل المحاصيل الطماطم والفلفل والثوم والكرتون . 